# Fine fine music
Fine fine music volume is een verzamelalbum van Excelsior Recordings uit 2006.

## Samenstelling
Fine fine music is een verzamelalbum dat vooral als doel heeft luisteraars van Excelsior-cd's bekend te maken met de andere artiesten van het label. Het artwork van de cd werd verzorgd door striptekenaar Hanco Kolk. De hoestekst werd geschreven door Adriaan Pels, webdesigner van Excelsior, beheerder van de grootste Radiohead fansite en fan van het label.
De plaat was eind 2006 gratis te verkrijgen, bij aanschaf van een andere plaat van Excelsior Recordings en werd verkocht voor € 4,99. Aansluitend op de uitgave van dit album werd er ook een tour gehouden langs de grotere popzalen van Nederland, waarbij diverse acts zich onder de paraplu van Fine fine music konden presenteren aan een groter publiek. De avonden werden geleid door DJ St. Paul.

## Tracklist
1. Theme van Hospital Bombers
2. Dag 1 van Spinvis
3. Kiss me bar van Alamo Race Track
4. My girl don't mind van Do-The-Undo
5. High low van GEM
6. Lost in space van Ghost Trucker
7. Wave score van Green Hornet
8. Bouillabaisse of brillance van Bauer
9. What's another year van Johan
10. Sole creation van Solo
11. The town where I used to live van Merry Pierce
12. Winter in Finland van Moss
13. Pilot van Under Byen